# 北武当镇
北武当镇，是中华人民共和国山西省吕梁市方山县下辖的一个乡镇级行政单位。

## 行政区划
北武当镇下辖以下地区：
阳湾村、新明村、暖泉会村、庙底村、占古村、武当村、松泉村、下昔村、河庄村、来堡村和韩庄村。